# Systemrasierer

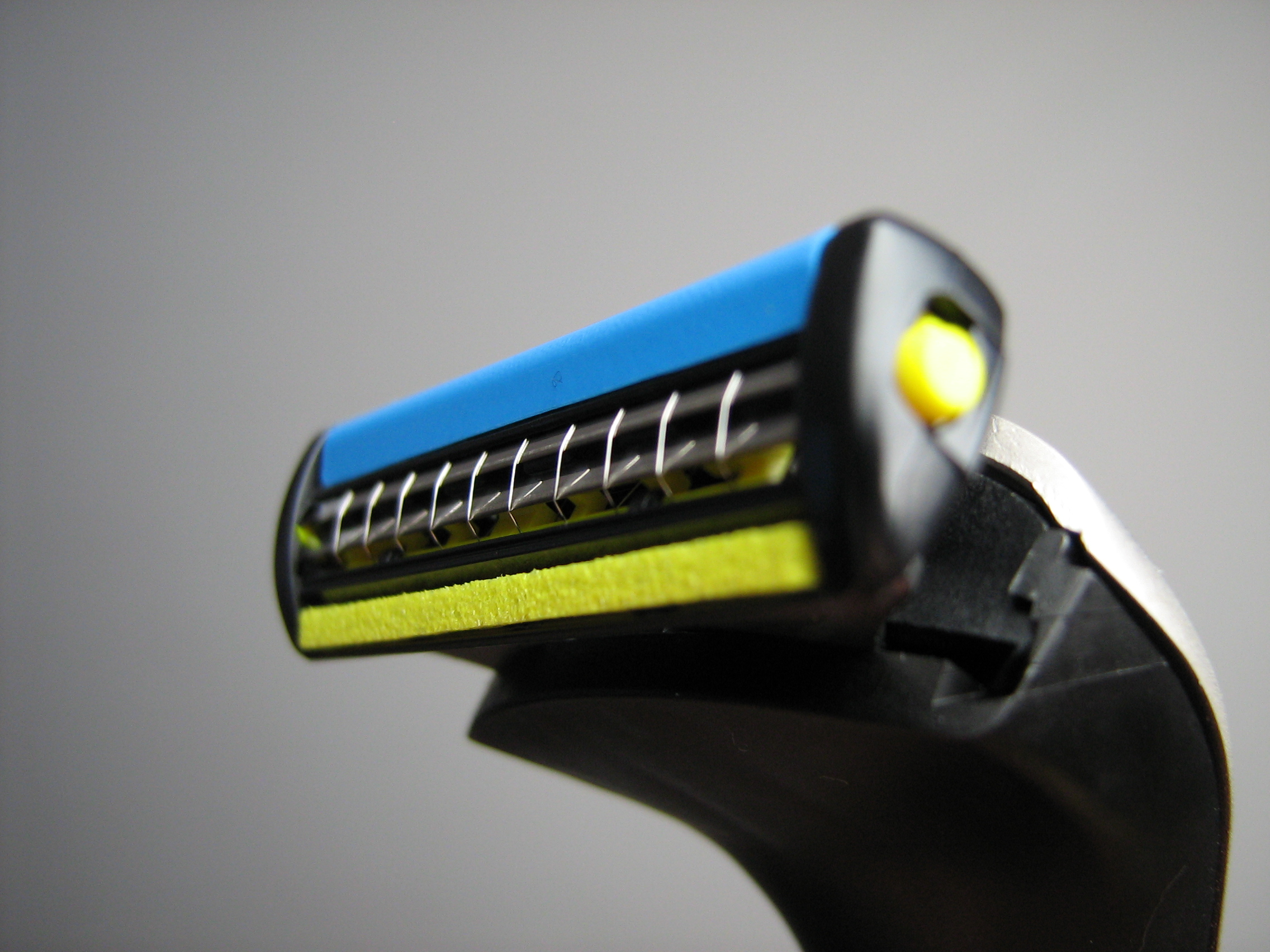
Systemrasierer mit zwei Klingen, hier: Wilkinson Sword, Protector 3D diamond. Ein Schutzgitter soll die Klingen vor Beschädigung und den Benutzer vor Verletzungen schützen.

Als Systemrasierer (auch: Mehrklingen-Rasierer) bezeichnet man Rasierer zur Nassrasur mit austauschbarem Scherkopf. In Funktionsweise und Aussehen ähneln Systemrasierer den Rasierhobeln, wobei sie im Gegensatz zu diesen mit einem mit mehreren Klingen bestückten Wechselkopf ausgestattet sind. Der Wechselkopf mit seinen in einem Plastikrahmen festgehaltenen Klingen ist als Verbrauchsmaterial ausgelegt und wird nach mehrmaliger Benutzung und dem Stumpfwerden der Klingen weggeworfen und gegen einen neuen Kopf ausgetauscht. Im Vergleich zu Rasierhobeln und dem traditionellen Rasiermesser fallen bei der Benutzung von Systemrasierern erheblich höhere Kosten bei weniger gründlichen Ergebnissen an. Hingegen erfordern Systemrasierer kaum Übung, wenn es darum geht, sich frei von Schnittverletzungen zu rasieren.

## Aufbau und Komponenten

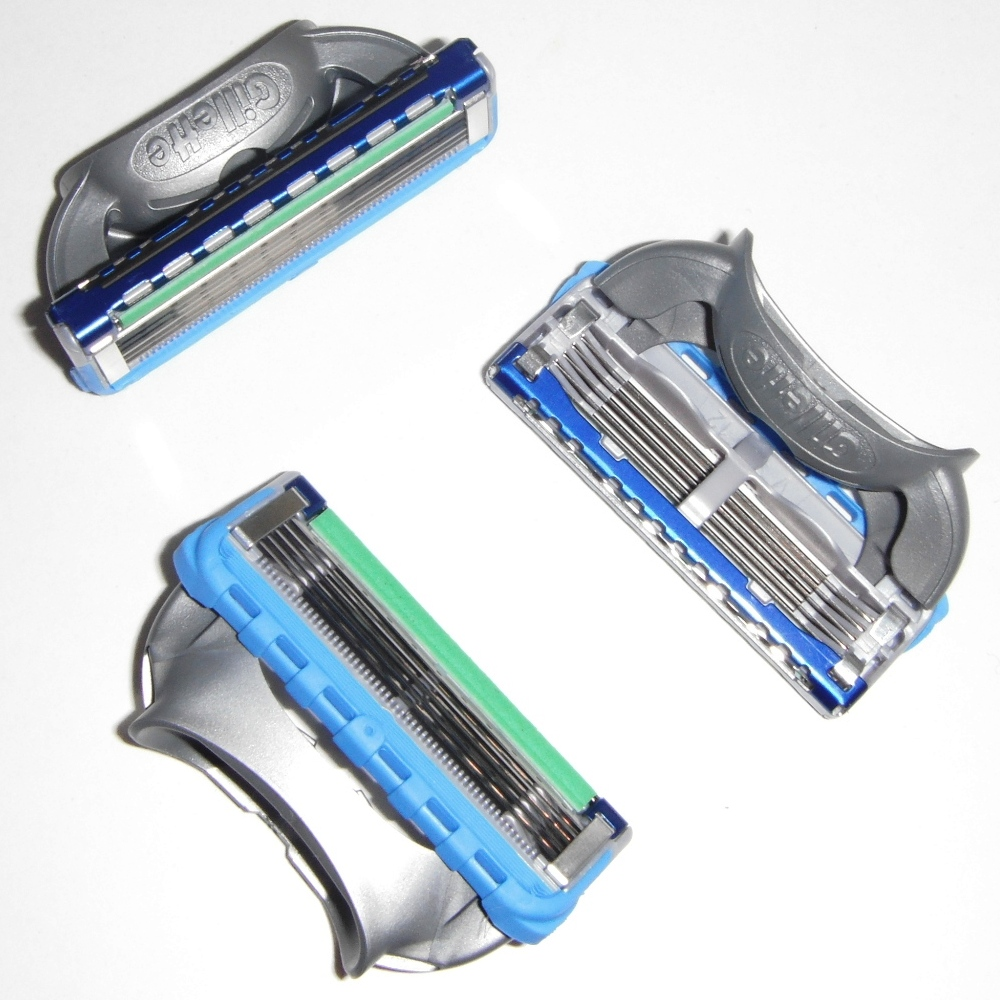
Austauschbare Scherköpfe, hier: Gillette Fusion ProGlide Power. Ein Mikrokamm vor dem Klingenblock soll die Barthaare einfädeln.

Systemrasierer bestehen aus zwei Teilen: einem wiederverwendbaren Griff und dem austauschbaren Scherkopf. Heutige Scherköpfe bestehen aus bis zu sechs übereinander gelagerten Klingen aus rostfreiem Stahl. Einige Modelle weisen zudem noch einen separaten Konturenschneider an der rückseitigen Oberkante des Scherkopfes auf.
Erstmals 1977 eingeführt, haben sich seit den 1990er Jahren bei den Systemrasierern Modelle mit Schwingkopf durchgesetzt. Dabei handelt es sich um einen Scherkopf, der federnd gelagert ist, um sich während der Rasur besser den Gesichtskonturen anzupassen. 
Zur heute üblichen Ausstattung gehören darüber hinaus mit einer besonderen Beschichtung versehene Streifen über dem Klingenblock, die für ein besseres Gleiten des Scherkopfes auf der Gesichtshaut sorgen sollen. 

## Ergebnisse im Vergleich zu Einwegrasierern
Eine im Jahr 2010 durchgeführte Studie der Stiftung Warentest ergab, dass die zumeist aufwendig gestalteten Systemrasierer mit Wechselköpfen durchweg bessere Ergebnisse erzielten als die in der Anschaffung günstigeren Einwegrasierer. Dies galt nicht nur für die Kategorie „Rasieren“, sondern auch für die Kategorien „Hautschonung“ und „Haltbarkeit der Klingen“. Ein bei Premiummodellen unter den Systemrasierern zuschaltbares Vibrieren des Scherkopfes erzeugte laut Stiftung Warentest jedoch weder ein schnelleres noch ein gründlicheres Ergebnis.

## Abnutzung und Kosten
Systemrasierer sind darauf ausgelegt, dass die Klingen im Wechselkopf sich nach einigen Rasuren abnutzen und stumpf werden. Auf diese Weise sind Nutzer von Systemrasierern gezwungen, sich in regelmäßigen Abständen neue Wechselköpfe zu kaufen. Dies führt über längere Zeiträume hinweg zu erheblich höheren Kosten als etwa bei der Verwendung von Rasierhobeln oder Rasiermessern. Laut Stew Taub, Director of Research and Development der Firma Gillette, bemühen sich männliche Nutzer von Systemrasierern sehr, die Kosten niedrig zu halten. „Einige lagern ihre Rasierer mit dem Kopf nach unten, erhitzen sie, werfen sie in die Geschirrspülmaschine oder reinigen sie mit der Zahnbürste, um die Lebensdauer der Klingen zu verlängern“, so Taub 2012 in einem Interview mit dem Wall Street Journal. Als Reaktion auf die Kostenentwicklung für Verbraucher bietet die Firma Dollar Shave Club in den Vereinigten Staaten seit 2012 Komponenten für Systemrasierer in einem Abonnement-Modell an. Abonnenten erhalten monatlich eine festgelegte Menge von Wechselköpfen automatisch per Post zugesandt. Im Gegenzug sind diese Wechselköpfe günstiger als vergleichbare Modelle von Markenherstellern. In einem Interview mit TechCrunch begründete Michael Dubin, CEO von Dollar Shave Club, dies mit den „irrwitzig überteuerten“ Preisen im High-End Bereich von Systemrasierern, die – so Dubin ironisch – mit Funktionen wie einem „vibrierenden Griff, Rückenkratzer und all solchem Kram“ ausgestattet seien.
Für die Rasurbedürfnisse von Frauen werden technisch vergleichbare und zum Teil identische Systemrasierer angeboten, die sich durch eine „feminine“ Farb- und Formgebung unterscheiden. Den dafür verlangten Aufpreis bezeichnet man als Pink Tax.

## Marken (Auswahl)
| Marke             | Gegründet | Hauptsitz    | Land                   | Besitzer                 |
| ----------------- | --------- | ------------ | ---------------------- | ------------------------ |
| Wilkinson Sword   | 1772      | High Wycombe | Vereinigtes Königreich | Energizer Holdings       |
| Gillette          | 1901      | Boston       | Vereinigte Staaten     | Procter & Gamble         |
| Schick            | 1926      | Milford      | Vereinigte Staaten     | Energizer Holdings       |
| Dorco             | 1955      | Seoul        | Südkorea               |                          |
| Croma, Ciel u. a. | 1920      | Eisfeld      | Deutschland            | Feintechnik GmbH Eisfeld |

## Chronologie
- 1971: Wilkinson Sword führt mit dem Modell T70 einen Systemrasierer ein, bei dem eine einzelne Klinge in einem Plastikrahmen festgehalten wird.[9] Im selben Jahr führt auch Gillette einen Systemrasierer mit doppelten Klingen ein: den Gillette GII.[10]
- 1977: Gillette führt das Contour System ein, den ersten Doppelklingen-Rasierblock mit Schwingkopf. Hiermit konnten sich die Klingen den Gesichtskonturen besser anpassen und gründlicher rasieren.
- 1989: Gillette führt mit dem Gillette Sensor einen Systemrasierer mit federnd gelagerten Klingen ein.
- 1992: Wilkinson Sword führt mit dem Protector ebenfalls einen Systemrasierer mit Schwingkopf ein.
- 1994: Mit dem Lady Protector führt Wilkinson Sword einen Systemrasierer für Frauen ein.
- 1998: Gillette führt mit dem Mach3 einen Systemrasierer mit drei Klingen ein.
- 2003: Wilkinson führt mit dem Quattro den ersten Systemrasierer mit vier Klingen ein.
- 2004: Gillette führt mit dem M3Power einen Systemrasierer mit zuschaltbarer, motorbetriebener Vibration des Scherkopfes ein.
- 2007: Dorco führt mit dem Pace 6 den ersten Systemrasierer mit sechs Klingen ein.